# 24278 Девідґрін
24278 Девідґрін (24278 Davidgreen) — астероїд головного поясу, відкритий 10 грудня 1999 року.
Тіссеранів параметр щодо Юпітера — 3,418.